# 동군위 나들목
동군위 나들목(E.Gunwi IC)은 대구광역시 군위군 부계면 창평리에 설치된 영천상주고속도로의 4번 교차로이다.
부계면사무소 근처에 나들목이 있으며, 대구광역시 군위군 부계면, 의흥면, 우보면, 산성면과 팔공산터널 등지로 진출할 수 있다. 다만 군위 분기점→동군위 진출 및 동군위→영천방향 진입부는 평면교차다.

## 연혁
- 2012년 4월 4일 : 나들목 신설을 위해 군위군 도시계획시설 교통광장에 부계면 창평리 일원을 고시[1]
- 2017년 6월 28일 : 상주영천고속도로 개통과 함께 동군위 나들목으로 통행 개시[2]

## 구조물 정보
- 위치: 대구광역시 군위군 부계면 창평리
- 영업소: 대구광역시 군위군 부계면 치산효령로 1363

## 접속하는 도로
- 지방도 제919호선 (치산효령로)

## 교통량 정보
| 요금소          | 통행량 (대/일) | 통행량 (대/일) | 통행량 (대/일) | 각주  |
| 요금소          | 2017년         | 2018년         | 2019년         | 각주  |
| --------------- | -------------- | -------------- | -------------- | ----- |
| 동군위 (폐쇄식) | 582            | 732            | 831            | [ 3 ] |